# Куп Кипра у кошарци
Куп Кипра у кошарци је годишње кошаркашко такмичење на Кипру. Први пут је одиграно 1969. године а организацијом се бави Кошаркашки федерација Кипра.

## Клубови
Следећи клубови су се такмичили у сезони 2016/17:
- АЕК Ларнака - Ларнака
- Апоел - Никозија
- Аполон Лимасол - Лимасол
- Енозис Неон Паралимни - Паралимни
- ЕТА Енгомис - Енгоми, Никозија
- Керавнос - Строволос, Никозија

## Победници
| - 1969 – Пезопорикос - 1970 – Пезопорикос - 1971 – Пезопорикос - 1972 – Пезопорикос - 1973 – Апоел - 1974 – Ахилеас - 1975 – Ахилеас - 1976 – Ахилеас - 1977 – Ахилеас - 1978 – АЕЛ Лимасол - 1979 – Апоел | - 1980 – АЕЛ Лимасол - 1981 – АЕЛ Лимасол - 1982 – АЕЛ Лимасол - 1983 – АЕЛ Лимасол - 1984 – Апоел - 1985 – АЕЛ Лимасол - 1986 – Апоел - 1987 – ЕНАД - 1988 – Ахилеас - 1989 – Керавнос - 1990 – Ахилеас | - 1991 – Апоел - 1992 – Пезопорикос - 1993 – Апоел - 1994 – Апоел - 1995 – Апоел - 1996 – Апоел - 1997 – Керавнос - 1998 – Керавнос - 1999 – Керавнос - 2000 – Ахилеас - 2001 – Апоел | - 2002 – Аполон Лимасол - 2003 – Апоел - 2004 – АЕЛ Лимасол - 2005 – Керавнос - 2006 – Керавнос - 2007 – Керавнос - 2008 – АЕЛ Лимасол - 2009 – АЕЛ Лимасол - 2010 – Керавнос - 2011 – ЕТА Енгомис - 2012 – Керавнос | - 2013 – ЕТА Енгомис - 2014 – Аполон Лимасол - 2015 – ЕТА Енгомис - 2016 – Апоел - 2017 – АЕК Ларнака - 2018 – АЕК Ларнака - 2019 – Керавнос |

## Успешност клубова
| Клуб           | Победник | Године                                                                 |
| -------------- | -------- | ---------------------------------------------------------------------- |
| Апоел          | 12       | 1973, 1979, 1984, 1986, 1991, 1993, 1994, 1995, 1996, 2001, 2003, 2016 |
| Керавнос       | 10       | 1989, 1997, 1998, 1999, 2005, 2006, 2007, 2010, 2012, 2019             |
| АЕЛ Лимасол    | 9        | 1978, 1980, 1981, 1982, 1983, 1985, 2004, 2008, 2009                   |
| Ахилеас        | 7        | 1974, 1975, 1976, 1977, 1988, 1990, 2000                               |
| Пезопорикос    | 5        | 1969, 1970, 1971, 1972, 1992                                           |
| ЕТА Енгомис    | 3        | 2011, 2013, 2015                                                       |
| Аполон Лимасол | 2        | 2002, 2014                                                             |
| АЕК Ларнака    | 2        | 2017, 2018                                                             |
| ЕНАД           | 1        | 1987                                                                   |